# Calle 40 (línea Market–Frankford)
Calle 40  es una estación de ferrocarril en la línea Market–Frankford del Metro de Filadelfia. La estación se encuentra localizada en 40th Street y Market Street en Filadelfia, Pensilvania. La estación Calle 40 fue inaugurada el 4 de marzo de 1907 elevada y en 1956 fue hecha subterránea.. La Autoridad de Transporte del Sureste de Pensilvania (por sus siglas en inglés SEPTA) es la encargada por el mantenimiento y administración de la estación.

## Descripción y servicios
La estación Calle 40 cuenta con 2 laterales y 2 vías.  La estación cuenta con el servicio de trenes locales, es decir que operan todos los días entre 8:30 a. m. y 3:45 p. m., todas las noches, fines de semana y días festivos.

## Conexiones
La estación es abastecida por las siguientes conexiones: 
- Rutas de autobuses SEPTA: 30, 40 y LUCY